# Panther Girl of the Kongo
Panther Girl of the Kongo é um seriado estadunidense de 1955, gênero aventura, dirigido por Franklin Adreon, em 12 capítulos, estrelado por Phyllis Coates e Myron Healey. Foi produzido e distribuído pela Republic Pictures, e veiculou nos cinemas estadunidenses a partir de 3 de janeiro de 1955.
Foi o 65º entre os 66 seriados produzidos pela Republic, sendo o penúltimo seriado do estúdio. Na filmagem foram usadas várias cenas de arquivo do seriado da Republic Jungle Girl, de 1941.

Panther Girl of the Kongo mistura cenas de arquivo com diversos roteiros e temas próprios aos seridos, incluindo locações exóticas, garota das selvas e cientistas loucos.
Em 1966, o seriado foi editado como um filme de 100 minutos para televisão sob o título The Claw Monsters.

## Sinopse
O cientista louco Morgan quer acesso exclusivo às minas de diamante secretas na África. Para realizar isso, ele gera lagostas gigantes (Claw Monsters) para manter afastados quaisquer outros habitantes. Jean Evans, a Panther Girl, e seu amigo Larry Sanders, encontram essa situação quando estão em um safári fotográfico pela região.

## Elenco
- Phyllis Coates … Jean Evans, Panther Girl
- Myron Healey … Larry Sanders, um caçador
- Arthur Space … Dr Morgan, Cientista louco
- John Daheim … Cass
- Mike Ragan … Rand
- Morris Buchanan … Tembo
- Roy Glenn … Chefe Danka

## Produção

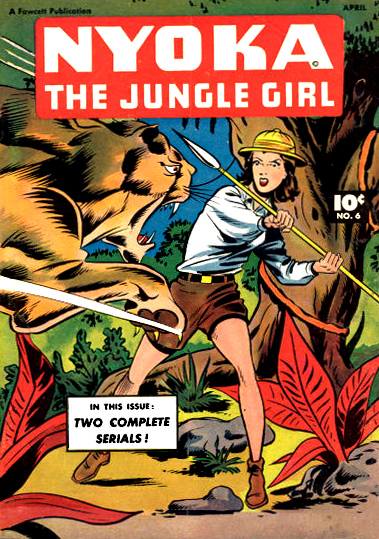
Revista em quadrinhos Nyoka the Jungle Girl #6 (Abril de 1946), Fawcett Comics, a personagem criado para um seriado da Republic Pictures em 1941, inspirou a criação do seriado.

Panther Girl of the Kongo foi orçado em $172,793, porém seu custo final foi $179,341 e foi o mais caro seriado da Republic em 1955. Foi filmado entre 16 de agosto e 4 de setembro de 1954, sob o título provisório Panther Woman of the Kongo, e foi a produção nº 1939.
Para baratear a produção, foram reutilizadas cenas de arquivo do seriado Jungle Girl, inclusive o traje. Como resultado, a última personagem feminina principal da Republic usou a mesma fantasia que a primeira.

Jungle Girl foi criado a partir de um romance homônimo de Edgar Rice Burroughs todavia, a história de Burroughs era sobre uma princesa asiática, e não uma mulher branca vivendo na África. A filmagem foi entre 25 de março e 9 de maio de 1941, e foi o mais caro seriado da Republic em 1941. O lançamento foi em 21 de junho de 1941.
Jungle Girl teve uma espécie de sequência, em 1942, Perils of Nyoka, apenas baseado no primeiro, para não infringir os direitos pagos para Burroughs. O estúdio adquirira os direitos do livro, mas aproveitou apenas o título, atribuindo aos seus roteiristas a tarefa de construírem os quinze emocionantes episódios. Na verdade, no livro de Burroughs não há nenhuma personagem com o nome de Nyoka. Posteriormente, a personagem foi adaptada para as revistas em quadrinhos pelas editoras Fawcett Comics e Charlton Comics.

### Dublês
- Tom Steele … Larry Sanders (dublando Myron Healey)
- Helen Thurston … Jean Evans/Panther Girl (dublando Phyllis Coates)
- Dave Sharpe … Panther Girl (dublando Phyllis Coates via cenas de arquivo de Jungle Girl)
- Fred Graham … Nick Burgass

## Lançamento

### Cinemas
A data oficial do lançamento de Panther Girl of the Kongo é de janeiro de 1955, porém essa é considerada a data da disponibilização do 6º capítulo. Como era costume da Republic, na época, foi seguido pelo relançamento do seriado Jesse James Rides Again ao invés de um novo seriado. O próximo seriado original a ser lançado pelo estúdio seria King of the Carnival, em 1955, e que seria o último seriado da Republic Pictures. No ano seguinte, o estúdio concorrente Columbia Pictures lançaria seus dois últimos seriados, encerrando para sempre a era dos seriados cinematográficos.

### Televisão
Panther Girl of the Kongo foi um dos 26 seriados da Republic a serem relançados como filme para televisão em 1966, com o título mudado para The Claw Monsters, numa versão editada com 100 minutos de duração.

## Crítica
Cline acredita que o maior problema que enfrentaram os roteristas do seriado foi como levar a heroína de uma parte das cenas de arquivo para a outra.

## Capítulos
1. The Claw Monster (20min)
2. Jungle Ambush (13min 20s)
3. The Killer Beast (13min 20s)
4. Sands of Doom (13min 20s)
5. Test of Terror (13min 20s)
6. High Peril (13min 20s)
7. Timber Trap/Double Trap (13min 20s)[nota 1]
8. Crater of Flame (13min 20s)
9. River of Death (13min 20s)
10. Blasted Evidence (13min 20s)
11. Double Danger (13min 20s)
12. House of Doom (13min 20s)

Fonte: